# Челидзе, Георгий Нугзарович
Георгий Нугзарович Челидзе (29 ноября 1984, Кутаиси) — грузинский футболист, левый полузащитник, тренер. Выступал за сборную Грузии.

## Биография
В течение игровой карьеры выступал за грузинские клубы высшего дивизиона «Мерани-Олимпи» Тбилиси/«Тбилиси»/«Олимпи» Рустави/«Металлург» Рустави, «Динамо» Тбилиси, «Зестафони», «Сиони», «Локомотив» Тбилиси. Всего провёл не менее 120 матчей в высшей лиге Грузии. Принимал участие в еврокубках, где сыграл более 10 матчей, а в сезоне 2004/05 стал автором двух голов в матчах с азербайджанским «Шамкиром». В нескольких командах играл вместе со своим полным тёзкой.
Весной 2006 года сыграл два матча за национальную сборную Грузии[уточнить] в рамках международного турнира на Мальте — против Молдавии (в некоторых источниках матч считается неофициальным) и Мальты.
Во второй половине 2010-х годов начал тренерскую карьеру. В течение недолгих периодов возглавлял клубы «Шевардени-1906», «Мешахте», «Шукура». С начала 2019 года тренирует второй состав клуба «Сабуртало».